# Acanthodelta catocaloides
Acanthodelta catocaloides är en fjärilsart som beskrevs av Achille Guenée 1852. Acanthodelta catocaloides ingår i släktet Acanthodelta och familjen nattflyn. Inga underarter finns listade i Catalogue of Life.